# United Democratic Front (Südsudan)

Flagge der United Democratic Salvation Front.

Die United Democratic Front (UDF, Juba-Arabisch: arabisch جبهة الديمقراطية المتحدة Jabhet Al-Dimoqratiyet Al-Mutahedat, dt.: „Vereinigte Demokratische Front“) ist eine Partei im Südsudan. Peter Abdurahman Sule ist der Parteiführer. Die Partei hatte Abgeordnete in der Interim-National Assembly of Sudan und der Nationalen Legislativversammlung.

## Geschichte
Die Partei wurde 2002 von Peter Abdulrahman Sule gegründet. Sie war die bedeutendste Oppositionspartei als die Republic of South Sudan 2011 die Unabhängigkeit errang und ist die zweitgrößte Partei nach der Sudanesische Volksbefreiungsbewegung (SPLM).
2011 ließ die SPLM-Regierung Sule verhaften. Er blieb zwei Jahre ohne Prozess inhaftiert. Im Oktober 2013 kam er aufgrund einer Amnestie des Präsidenten Salva Kiir Mayardit frei. Als im Dezember 2013 erneut Konflikte aufflammten, wurde 2015 die Vereinbarung Agreement on the Resolution of Conflict in the Republic of South Sudan (ARCSS, dt.: Vereinbarung über die Beilegung von Konflikten in der Republik Südsudan) unterzeichnet. Die Gruppen SPLM-IO, GRSS, Former Detainees (FDs) und andere politische Gruppierungen waren daran beteiligt. Die Vereinbarung hatte jedoch keinen Bestand und das Land trat im Juli 2016 wieder in den Kriegszustand ein.
Während der Verhandlungen 2014 bis 2015 übermittelte die UDF dem Sonderbeauftragten der Intergovernmental Authority on Development (IGAD) per E-Mail ihre Position, wie der Konflikt im Land gelöst werden könnte. Die Regierung reagierte, indem sie den Pass des Parteivorsitzenden beschlagnahmte. Es wurde ihm nicht gestattet, zu den Friedensverhandlungen nach Addis Abeba zu reisen. Das Dokument brachte zudem Sules Leben in Gefahr, da sowohl die Regierung, als auch die größte Oppositionsgruppe (SPLM-IO) darüber unglücklich waren.
Im Februar 2014 ernannte Sule Bona Deng Lawrence als seinen Stellvertreter und enthob Sebastian Uchan Kiech von seiner Position als Stellvertreter. Uchan hatte eine schwache Führung gezeigt. Bereits 2011 war er untergetaucht, unmittelbar nachdem Sule festgenommen worden war. Nach dieser Amtsenthebung erklärte sich Kiech jedoch parallel, aber rechtswidrig zum Vorsitzenden der Partei. Dieser Konflikt schadete dem Ansehen der Partei und beeinträchtigte ihre Glaubwürdigkeit. Am 31. Dezember 2014 floh Sule dann nach Uganda und suchte politisches Asyl, welches ihm und seinen Familienangehörigen auch gewährt wurde.
Im Juli 2015 verbreitete sich die Nachricht, dass er ermordet worden war. Die UDF nahm unter der Führung von Lawrence teil an Friedensverhandlungen 2018 sowohl in Addis Abeba, Äthiopien, als auch in Khartum, Sudan. Diese Verhandlungen führten im September 2018 zur Unterzeichnung des Revitalized Agreement on Resolution of Conflict in the Republic of South Sudan (R-ARCSS).

## Persönlichkeiten
- Duoth Koang Rueh Wour, South Sudanese politician